# Észak-szibériai-alföld
Az Észak-szibériai-alföld (oroszul Северо-Сибирская низменность [Szevero-Szibirszkaja nyizmennoszty]) tájegység Oroszország ázsiai részén, Közép-Szibéria északi területén, a Közép-szibériai-fennsík és a Birranga-hegyvidék között. Közigazgatási szempontból a Krasznojarszki határterület Tajmiri (Dolgan-Nyenyec) járásához és Jakutföldhöz tartozik. 
Legnagyobb részét tundra uralja. A mostoha természeti viszonyok miatt rendkívül ritkán lakott terület.

## Elhelyezkedése
Az Észak-szibériai-alföld nyugaton a Jenyiszej torkolatvidékétől és a Jenyiszej-öböltől keleten az Olenyok alsó folyásáig, 1400 km hosszan terül el. Északon a Tajmir-félszigeten fekvő Birranga-hegyvidékig terjed, délen a Putorana-fennsík és az Anabar-fennsík (tehát a Közép-szibériai-fennsík északi része) határolja. Szélessége akár a 600 km-t is eléri, de az Anabar-fennsík és a Hatanga-öböl között ennél jóval kevesebb. 
Területe a Tajmir-félsziget déli felét is magában foglalja. Néha az Olenyok és a Léna-delta között fekvő Csekanovszkij-hátságot is az alföld részének tekintik.

## Földrajzi jellemzői
Alacsonyan fekvő, sík vagy csak enyhén dombos, erősen elmocsarasodott terület, így lényegében a Nyugat-szibériai-alföld északkeleti folytatásának tekinthető, melytől csak a Jenyiszej völgye választja el. A lapos síkságokat kisebb magaslatok, a két utolsó jégkorszak morénái teszik változatosabbá, melyek csak néhol emelkednek 200 m fölé. Az Anabar és az Olenyok torkolatvidéke között 300 km hosszan elnyúló Proncsiscsev-hátság (vagy inkább dombság) is csak max. 270 m magas. 
Az alföldet főként jégkori, tengeri és glaciális üledékes kőzet, homokkő és agyagpala építi fel. Mindenütt jelen van a tájegység egészét jellemző folytonos állandóan fagyott föld. 
A felszínt apró, sekély tavak ezrei borítják, melyek télen többnyire fenékig befagynak; környékükön a nyári olvadáskor valóságos láptenger alakul ki. A legnagyobb tavak a síkság peremén találhatók: északon a Tajmir-tó, délnyugaton a Pjaszino-tó; a központi részek legnagyobb állóvize a Labaz-tó (470 km²).
Az alföldön át észak felé tartó legnagyobb folyók: 
- nyugaton a Pjaszina
- a központi részen a Heta, a Kotuj és folytatásuk, a Hatanga
- keleten az Anabar.

### Éghajlat, növényzet
Éghajlata szubarktikus, kontinentális. Hideg és hosszú a tél (7–8 hónapig tart), rövid és hűvös a nyár. A januári középhőmérséklet kelet felé egyre csökken: nyugaton -28–-30 °C, keleten -35–-37 °C; a júliusi középhőmérséklet általában 6–10 °C. Az éves csapadékmennyiség 250–350 mm, szintén kelet felé csökken.
Legnagyobb részét tundra borítja. Jellegzetes növényei északon a mohák, zuzmók, délebbre a különféle törpecserjék is. Az enyhébb éghajlatú keskeny déli sávokra inkább az erdős tundra jellemző, szórványosan előforduló erdőfoltokkal.
Területén jelentős kőolaj- és földgázmezőket tártak fel. Nyugati felén található és egész az északi Birranga-hegységig terjed a Tajmiri-szénmedence, ahol hatalmas barnaszén-készleteket rejt a föld.